# Waltraud Strotzer

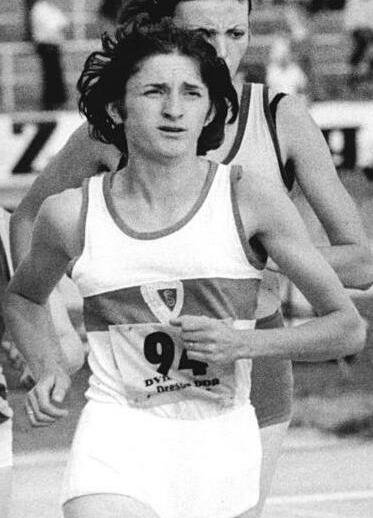
Waltraud Strotzer bei den DDR-Meisterschaften 1977

Waltraud Strotzer, geb. Pöhland (bis 1974) (* 16. September 1952 in Wünschendorf/Elster), ist eine deutsche Leichtathletin, die in den 1960er und 1970er Jahren – für die DDR startend – eine erfolgreiche Mittelstreckenläuferin war. Im 1000-Meter-Lauf stellte sie am 5. September 1969 mit 2:42,1 min eine Weltbestleistung auf (nach 1934 und vor 1990 wurde für die Strecke bei der IAAF kein Weltrekord geführt).
Im 800-Meter-Lauf wurde sie bei den Europäischen Jugendspielen 1968 Zweite (2:07,7 min) und 1970 Erste (2:05,2 min). Bei den Leichtathletik-Europameisterschaften 1966, 1969 und 1971 startete sie, ohne die Endläufe zu erreichen.
Sie wurde zweimal DDR-Meisterin, 1967 im 800-Meter-Lauf (2:07,2 min, als Waltraud Pöhland), 1975 im 1500-Meter-Lauf (4:10,8 min).
Waltraud Strotzer (Pöhland) startete für den SC Motor Jena. Sie hatte ein Wettkampfgewicht von 51 kg bei einer Größe von 1,63 m.
| Personendaten    | Personendaten                   |
| ---------------- | ------------------------------- |
| NAME             | Strotzer, Waltraud              |
| ALTERNATIVNAMEN  | Pöhland, Waltraud (Geburtsname) |
| KURZBESCHREIBUNG | deutsche Leichtathletin         |
| GEBURTSDATUM     | 16. September 1952              |
| GEBURTSORT       | Wünschendorf/Elster, DDR        |